# Neostorena
Neostorena là một chi nhện trong họ mierenjagers (Zodariidae).

## Các loài
Các loài trong chi này gồm:
- Neostorena grayi Jocqué, 1991
- Neostorena minor Jocqué, 1991
- Neostorena spirafera (L. Koch, 1872)
- Neostorena torosa (Simon, 1908)
- Neostorena venatoria Rainbow, 1914 *
- Neostorena victoria Jocqué, 1991
- Neostorena vituperata Jocqué, 1995